# Болеслав V Варшавский
Болеслав V Варшавский (пол. Bolesław V warszawski (Bolesław); (ок. 1453 — 27 апреля1488) — князь варшавский (1454—1488), цеханувский (1454—1471), черский (1454—1471), плоцкий (1462—1471) и визненский (1462—1471), третий сын князя мазовецкого Болеслава IV Варшавского и литовской княжны Барбары Олельковны Киевской. Представитель Мазовецкой линии Пястов.

## Биография
В сентябре 1454 года после смерти своего отца Болеслава IV Болеслав вместе с братьями получил в совместное владение Варшаву, Черск, Нур, Ломжу, Цеханув, Лив, Ружан, Вышогруд и Закрочим. В 1454—1462 годах во время малолетства братьев регентами были епископ плоцкий Павел Гижицкий и их мать Барабара Киевская, вдова Болеслава IV.
В начале 1462 года после смерти своих родственников, князей мазовецких Земовита и Владислава, братья Болеслав, Конрад, Казимир и Януш получили во владение Плоцк, Визну и Плоньск. В апреле 1471 года Болеслав, достигнув совершеннолетия, после раздела отцовского княжества между братьями получил в наследственное владение города Варшаву, Нур и Ружан.
В 1476 году после смерти Анны, вдовы князя плоцкого Владислава I, князья Болеслав и Януш заявили о своих претензиях на Сохачевскую землю и послали туда свои войска. Несмотря на это, польский король Казимир IV Ягеллончик добился включения Сохачева в состав королевских владений.
В 1484 году князь варшавский Болеслав передал Закрочим своему старшему брату, князя черскому Конраду III Рыжему, а Блоню, Каменец и Тарчин уступил младшему брату, князю плоцкому Янушу II.
В июле 1477 года князь варшавский Болеслав V женился на Анне (ум. 1479), дочери воеводы белзского Зигмунда Ухновского, от брака с которой не имел потомства. В апреле 1488 года после смерти бездетного князя варшавского Болеслава V его владения (Варшава, Нур и Ружан) отошли к старшему брату Конраду III Рыжему.